# Het uitgaan van de Hervormde Kerk te Nuenen
Het uitgaan van de hervormde kerk te Nuenen is een schilderij van de Nederlandse kunstschilder Vincent van Gogh, in olieverf op doek, 41,5 bij 32,2 centimeter groot. Het werd geschilderd begin 1884 te Nuenen en toont de kerk van Vincent zijn vader die predikant was. Het werk bevindt zich in het Van Gogh Museum te Amsterdam.
Eind 1885 werd het schilderij bijgewerkt door Van Gogh. Nadat zijn vader overleden was maakte hij meerdere wijzigingen aan het schilderij. Zo werd onder andere een boer vervangen door enkele kerkgangers.
Het schilderij is in het bezit van het Van Gogh Museum, maar werd gestolen op 7 december 2002 samen met het werk Zeegezicht bij Scheveningen, door Octave Durham en Henk Bieslijn. De schilderijen werden 13 jaar later gevonden bij maffiakopstuk Raffaele Imperiale (Camorra) in de Italiaanse gemeente Castellammare di Stabia vlak bij Napels. Sinds maart 2017 worden de werken weer tentoongesteld in het Van Gogh Museum.